# Шарино (Псковский район)
Шарино — бывшая деревня на территории Ядровской волости Псковского района Псковской области.
Расположена берегу реки Дубина, в 11 км к юго-востоку от южной границы Пскова и деревни Черёха.

## История
Деревня Шарино снята с учёта решением Псковского облисполкома № 41 от 17 ноября 1983 года, путём объединения с деревней Старухино. Затем, Шарино не имея статуса населённого пункта, числилось как деревня, с 2005 года, в соответствие с областным законом «Об установлении границ и статусе вновь образуемых муниципальных образований на территории Псковской области» в составе Ядровской волости. Законом Псковской области от 29.12.2014 № 1478-ОЗ упоминание о деревне Шарино в законе Псковской области «Об установлении границ и статусе вновь образуемых муниципальных образований на территории Псковской области» было исключено. Фактически деревня Шарино была включена в состав д. Старухино.